# رونالد شوست
رونالد شوسِت (انگلیسی: Ronald Shusett؛ زادهٔ june ۱۹۳۵ (۸۹ سال)) فیلم‌نامه‌نویس، فیلم‌نامه‌نویس، مدیر اجرایی تولید، و نویسنده علمی-تخیلی اهل ایالات متحده آمریکا است.
از فیلم‌ها یا مجموعه‌های تلویزیونی که وی در آن‌ها نقش داشته‌است، می‌توان به یادآوری کامل، بیگانه علیه غارتگر، گزارش اقلیت، فریجک، یادآوری کامل، فراتر از قانون و بیگانه اشاره نمود.
وی همچنین برندهٔ جوایزی همچون جایزه هوگو بهترین نمایش درام شده‌است.